# Ауэршперг, Антон Александер фон
Антон Александер фон Ауэршперг (нем. Anton Alexander Graf von Auersperg; 1806—1876) — немецкий политик и поэт, более известный под псевдонимом Анастасий Грюн (Anastasius Grün). Почётный гражданин Любляны (1861).

## Биография
Граф Антон Александер фон Ауэршперг родился 11 апреля 1806 года в городе Любляне в роду Ауэршперг.
Посвятив несколько лет изучению философии и юриспруденции в Грацском и Венском университетах, Ауэршперг поселился в своих поместьях, уделяя значительную часть своего времени общественной деятельности.
На литературном поприще он дебютировал стихотворным сборником: «Blätter der Liebe» (III т., 1830) и эпической поэмой: «Der letzte Ritter» (III т., 1830 г.) — это цикл песен, написанных размером «Нибелунгов», в которых описывается жизнь императора Максимилиана I. 
Польская революция дала новое направление его поэзии — он сделался политическим поэтом и в своих стихотворениях смело и неутомимо боролся с политикой Меттерниха. Громадное впечатление произвели его «Spaziergänge ein. wiener Poeten» (Гамбург, 1831), появившиеся без имени автора и отличающиеся столько же свободомыслием и юмором, сколько и изяществом формы.
Состоя членом Рейхсрата, он горячо отстаивал единство империи против так называемых исторических прав феодалов. Назначенный пожизненным членом палаты господ, он твердо стоял на страже либеральных принципов. В возникших в то время спорах о церковном управлении, он был самым выдающимся поборником реформы и 10 лет кряду возобновлял свои нападки на конкордат.
Анастасий Грюн скончался 12 сентября 1876 года в городе Грац.

## Переводы на русский язык
- Золотое сечение. М.: Радуга, 1988. С. 122-127, 693.